# 突尼斯总统
突尼斯共和国总统是突尼斯共和国的国家元首。这一职务设置于1957年7月25日。

## 历史
1957年7月25日突尼斯制宪会议通过决议，废黜国王穆罕默德八世·阿明，宣布成立突尼斯共和国，哈比卜·布尔吉巴任第一任总统，1975年3月，议会通过宪法修改草案，布尔吉巴成为终身总统。1987年11月7日，总理本·阿里废黜布尔吉巴，任共和国第二任总统。
1988年7月，突尼斯议会通过宪法修正案，删改“终身总统”等8项条款，增加“竞选议员年龄”，“总统职位空缺时由议长担任临时总统职务”等内容。1998年10月通过修改宪法和选举法，降低总统候选人的参选年龄，扩大参选范围。总统任期五年，可连任两届。
2002年5月，突尼斯举行独立后首次全民公决，通过宪法修正案。取消对总统连任次数的限制，并将总统候选人的年龄上限增至75岁，为本·阿里竞选连任2004年及之后的总统职位扫除法律障碍。
2010年12月，突尼斯爆发“茉莉花革命”，2011年1月14日本·阿里紧急宣布解散政府，由总理穆罕默德·加努希代理总统职。1月15日本·阿里逃亡沙特阿拉伯。突尼斯宪法委员会认定，总理穆罕默德·加努希在本·阿里总统逃往沙特后继任总统的行为违宪，同时裁定众议院议长福阿德·迈巴扎当天起代行总统职权。
2011年12月12日，突尼斯制宪议会以155票赞成、3票反对、2票弃权以及44张空白的废票的结果，选举保卫共和大会党的蒙塞夫·马尔祖基为总统。
2014年11月23日，采用新宪法后的第一次正规总统选举举行，突尼斯呼声党候选人贝吉·卡伊德·埃塞卜西当选。此次大选的投票率达到了64.6%，投票过程也井然有序，突尼斯政治过渡进程渐近尾声。

## 列表
| #     | 姓名                 | 肖像           | 生卒日期   | 就职期间       | 卸任时间       | 政党           |
| ----- | -------------------- | -------------- | ---------- | -------------- | -------------- | -------------- |
| 1     | 哈比卜·布尔吉巴      |                | 1903－2000 | 1957年7月25日  | 1964年10月22日 | 尼尔德斯托尔党 |
| （1） | 哈比卜·布尔吉巴      | 1964年10月22日 | 1903－2000 | 1987年11月7日  | 社会主义宪政党 |                |
| 2     | 宰因·阿比丁·本·阿里  |                | 1936－2019 | 1987年11月7日  | 1988年2月27日  | 社会主义宪政党 |
| （2） | 宰因·阿比丁·本·阿里  | 1988年2月27日  | 1936－2019 | 2011年1月14日  | 宪政民主联盟   |                |
| －    | 穆罕默德·加努希 代理 |                | 1941－     | 2011年1月14日  | 2011年1月15日  | 宪政民主联盟   |
| 3     | 福阿德·迈巴扎 代理   |                | 1933－2025 | 2011年1月15日  | 2011年1月18日  | 宪政民主联盟   |
| －    | 福阿德·迈巴扎 代理   | 2011年1月18日  | 1933－2025 | 2011年12月13日 | 無黨籍         |                |
| 4     | 蒙塞夫·马尔祖基 过渡 |                | 1945－     | 2011年12月13日 | 2014年12月31日 | 保卫共和大会党 |
| 5     | 贝吉·凯德·埃塞卜西   |                | 1926－2019 | 2014年12月31日 | 2019年7月25日  | 突尼斯呼声党   |
| －    | 穆罕默德·納賽爾 代理 |                | 1934－     | 2019年7月25日  | 2019年10月23日 | 突尼斯呼声党   |
| 6     | 凯斯·赛义德          |                | 1958－     | 2019年10月23日 | 現任           | 無黨籍         |